# Sporange

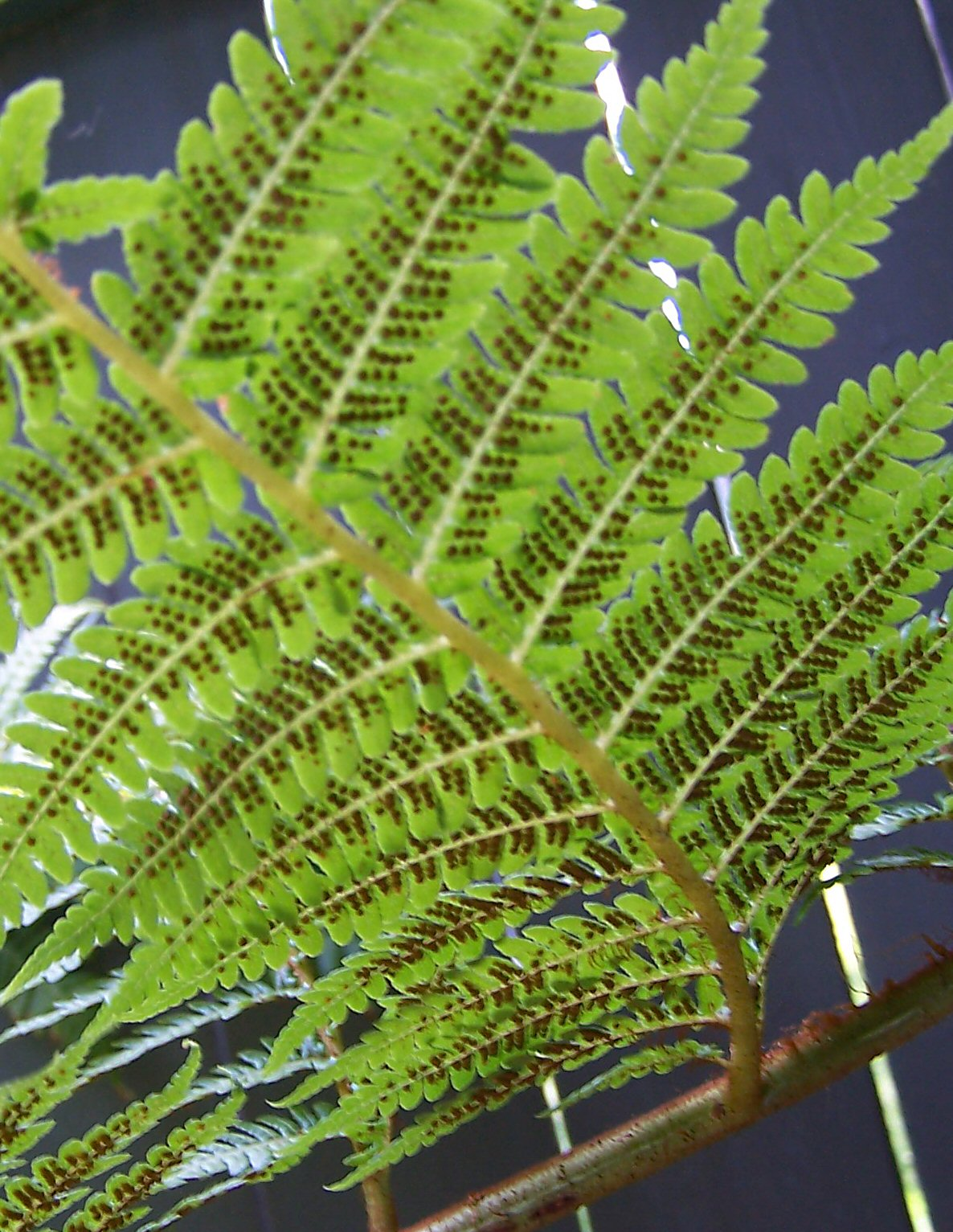
Partea inferioară a unei frunze fertile de Dicksonia antarctica. Fiecare cerculeţ maro este un sporange.

Un sporange (pl. sporangi) este un organ de înmulțire în formă de săculeț, în care se dezvoltă sporii la ferigi și ciuperci. Acest termen latin provine din greaca veche: σωρός (sōrós = stivă, grămadă, morman).
La ciuperci și licheni, sporangeul este înconjurat de un strat exterior. La unele alge roșii aceasta poate lua forma unei adâncituri în călcâi.
La ferigi, acestea formează o masă de culoare gălbuie sau maronie pe marginea sau pe dosul unei frunze fertile. La unele specii acestea sunt protejate în timpul dezvoltării de un țesut sub formă de scară sau de film,  numit indusium, care formează o umbrelă de acoperire. 

## Galerie

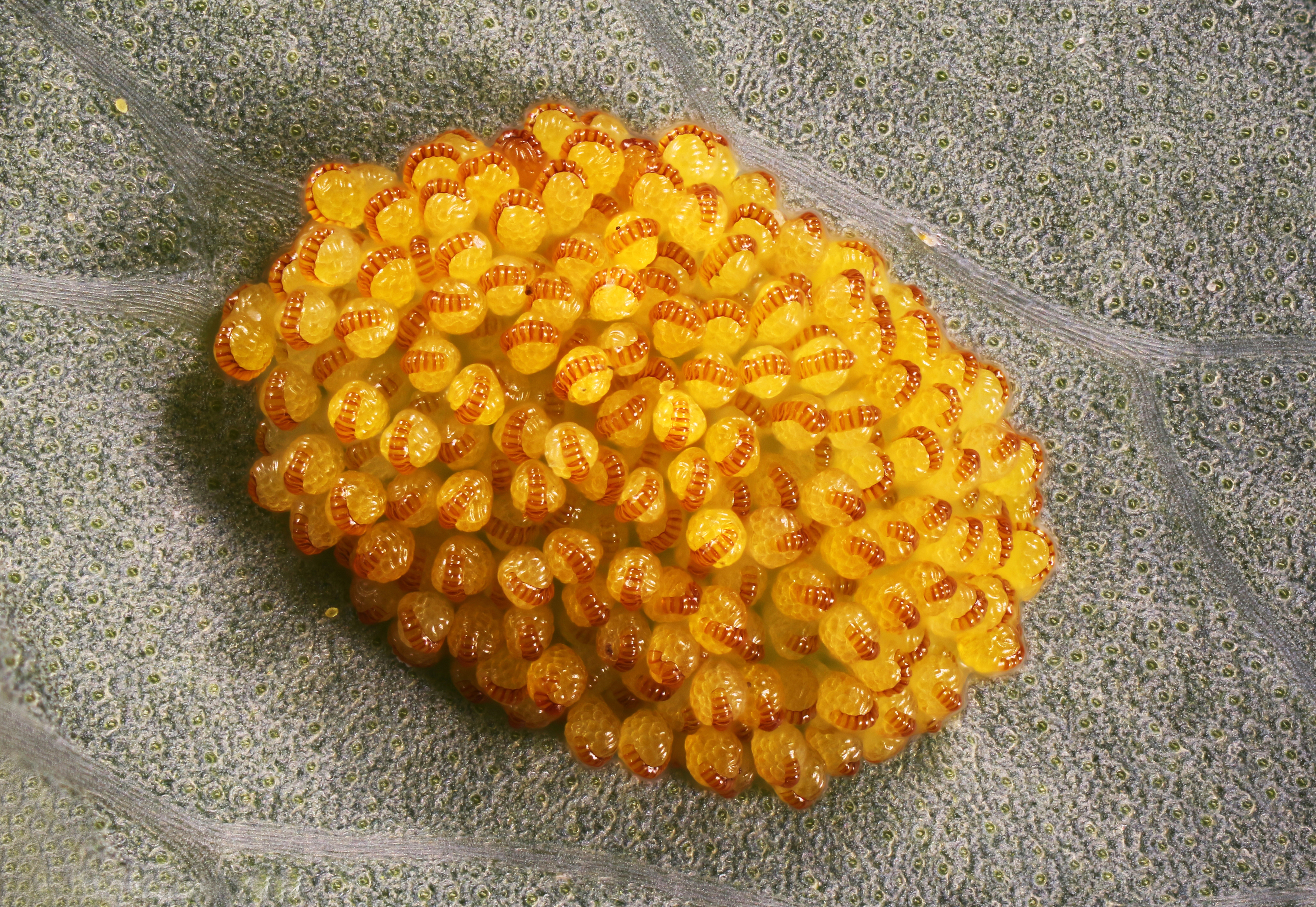
Sporangi de Phlebodium aureum (imagine mărită de 50 de ori)
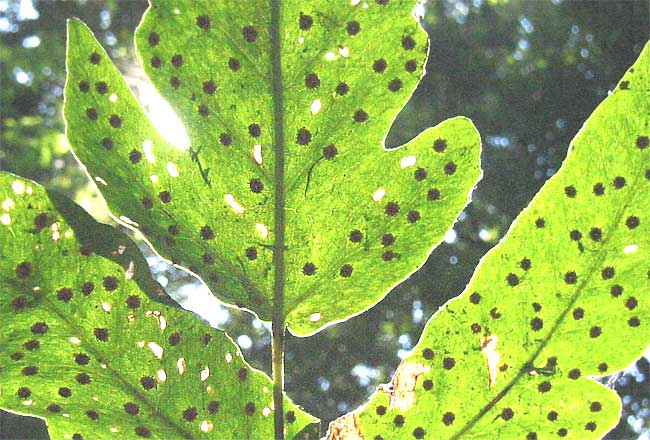
Sporangi împrăştiaţi
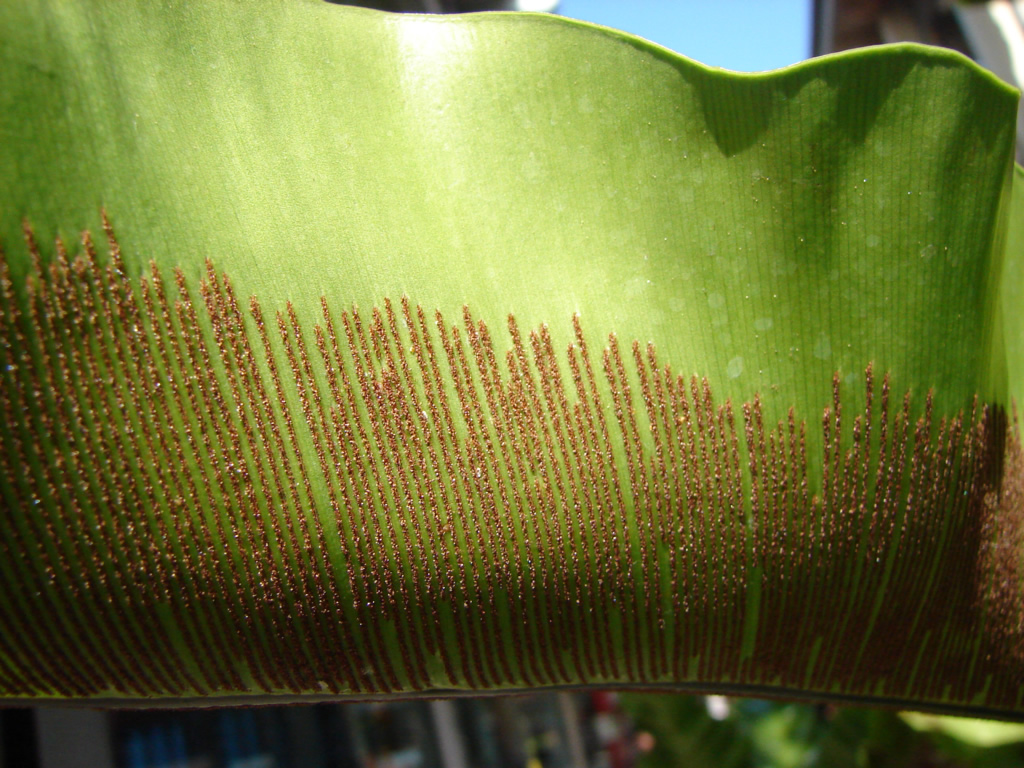
Sporangi lineari
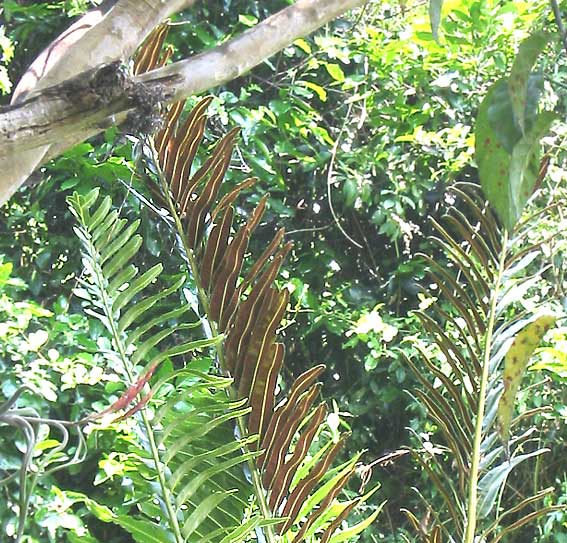
Sporangi care acoperă întreaga față inferioară a unei frunze
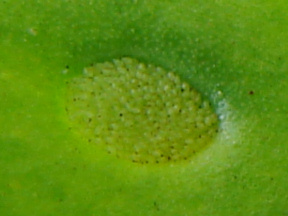
Sporange de ferigă cu spori imaturi
Sporangi circulari cu spori maturi
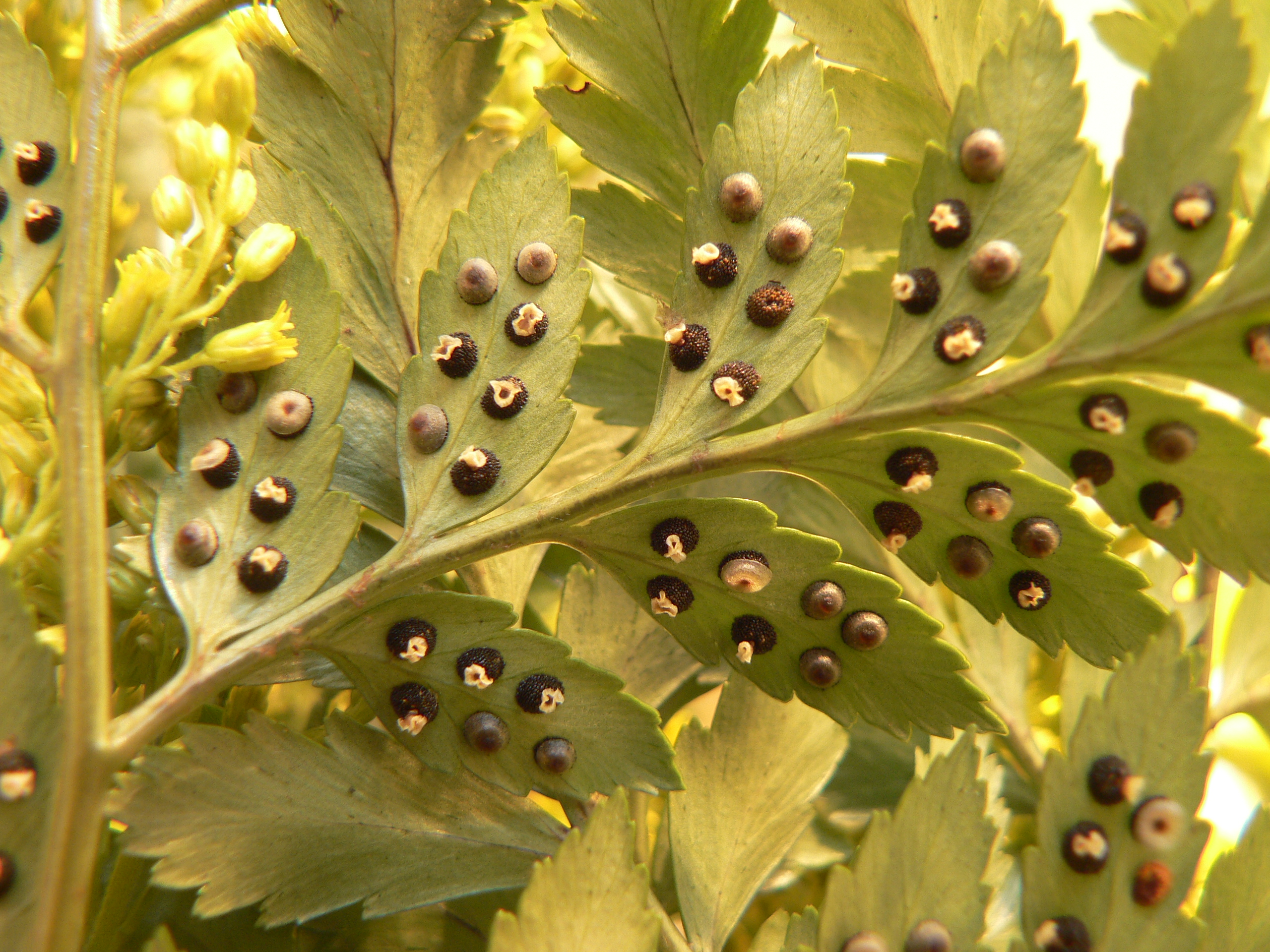
Sporangi cu indusium în diferite stadii de dezvoltare
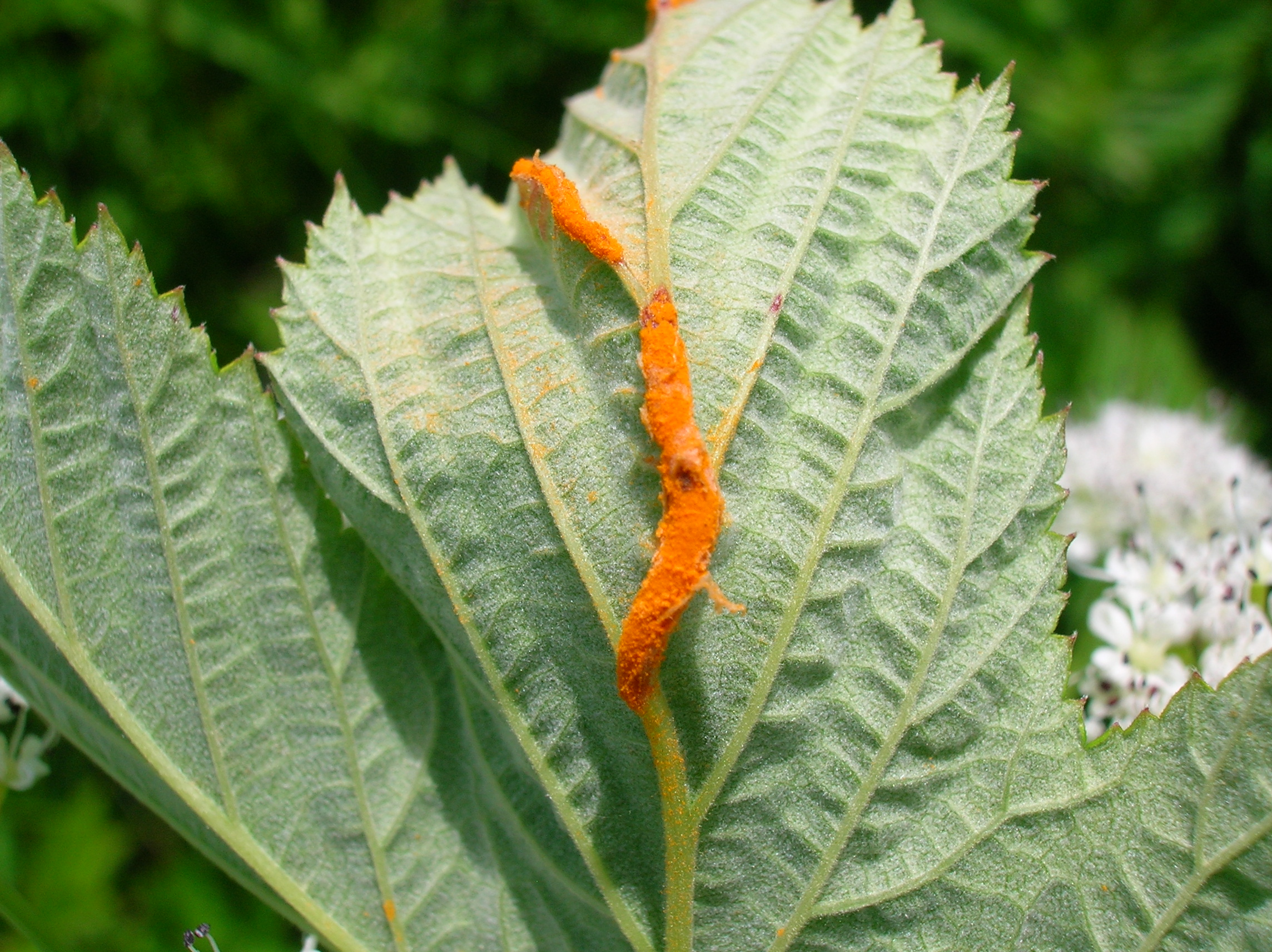
Sporangi de Meadowsweet Rust gall.
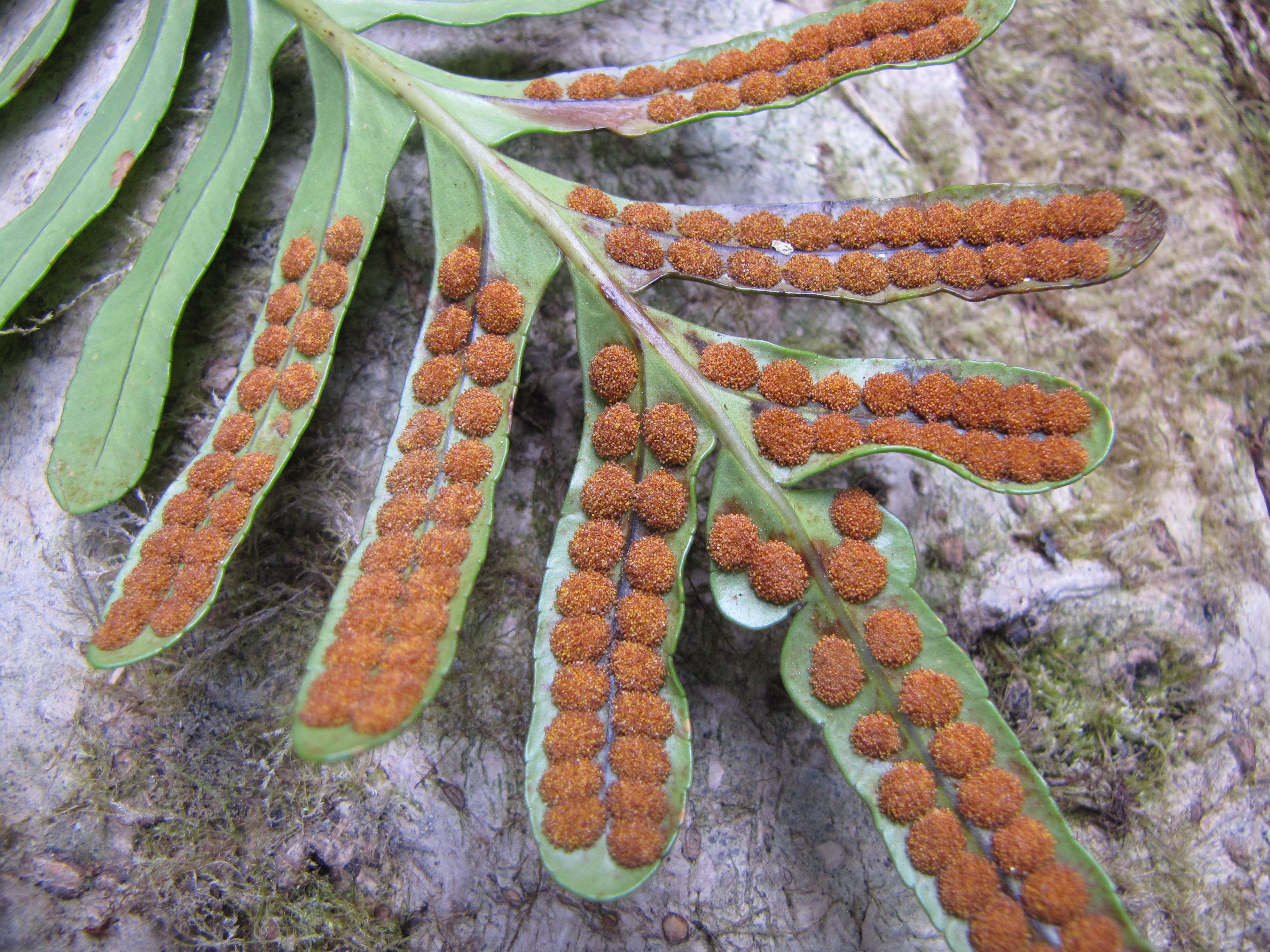
Sporangi mari
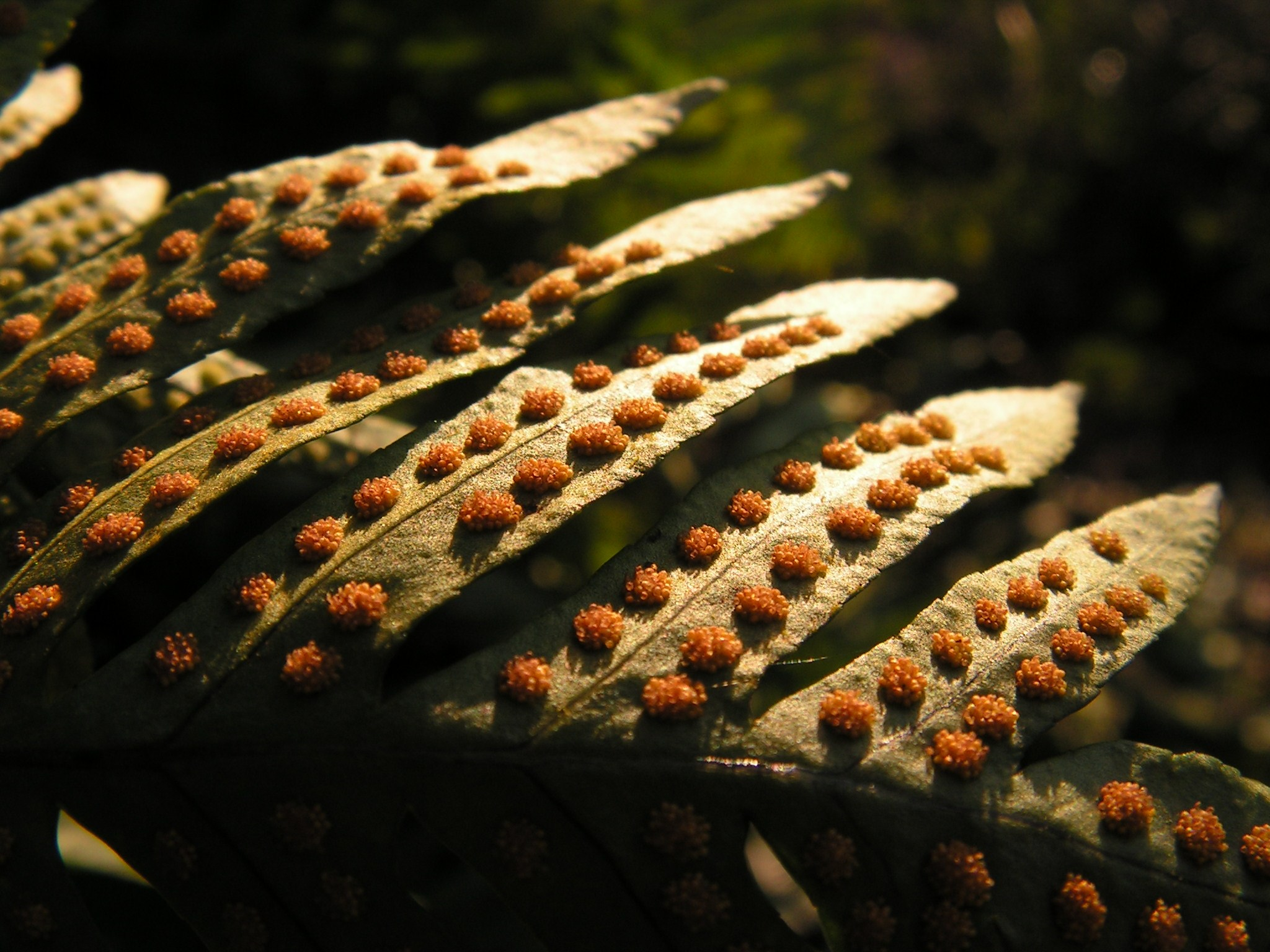
Sporangi de Polypodium vulgare